# Confrérie des Fins Gousiers d'Anjou
 (octobre 2021).
Si vous disposez d'ouvrages ou d'articles de référence ou si vous connaissez des sites web de qualité traitant du thème abordé ici, merci de compléter l'article en donnant les références utiles à sa vérifiabilité et en les liant à la section « Notes et références ».

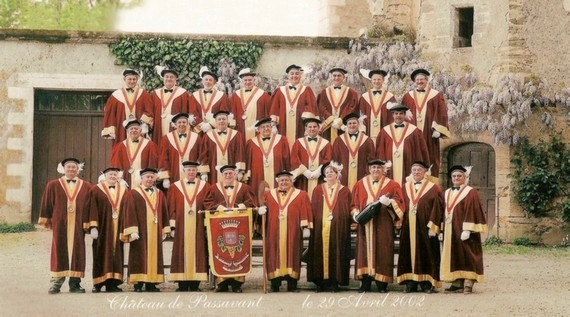
Présentation

La confrérie des Fins Gousiers d’Anjou est l'un des représentants du terroir français et plus particulièrement celui de l’Anjou.

## Historique

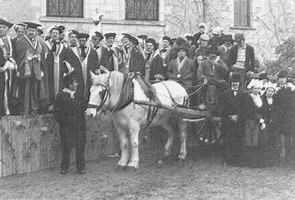
Première intronisation

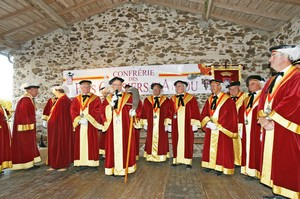
Ban des vendanges

Le 5 juillet 1952 naissait à Paris la Confrérie des Fins Gouziers d’Anjou. C’est probablement parce que leurs conditions d’émigrés à la capitale les rendaient nostalgiques de leur pays d’origine qu’un groupe d’Angevins fonda cette confrérie.
Ces déracinés, amateurs de bons vins, prenaient plaisir à se retrouver et à célébrer ensemble les vertus des vins de leur Anjou natal, particulièrement des Cabernets. Enthousiastes, ils décidèrent de fonder, avec l’Union des Cafetiers de Paris, la "Confrérie des Fins Gouziers d’Anjou ès Cabernet". Le premier grand maître fut Simon Régnard en 1952, le siège social demeurant à Paris au "café du Cabernet".
En 1996, le petit groupe s’installa à la mairie de Martigné-Briand, commune très viticole. Parce que la confrérie souhaitait promouvoir toutes les appellations des vins d’Anjou, la mention "ès Cabernet" disparut et le -z- de Gouziers devint un -s-. De nos jours, le siège social est à Saint-Lambert-du-Lattay.
Par delà les mots et les formules, il s’agit pour la confrérie des Fins Gousiers d’Anjou de promouvoir tous les vins d’Anjou, richesse culturelle du département de Maine-et-Loire.
Les fins Gousiers souhaitent demeurer fidèles à leurs origines dans la tradition festive des confréries. Les membres ont conscience de la nécessité de se mobiliser autour du vin, non pour en défendre la consommation à tout prix, mais pour promouvoir la noblesse du produit.
Comme les statuts le précisent, la confrérie se doit de veiller à la sauvegarde et au maintien d’une bonne qualité du vin, et plus particulièrement du vin d’Anjou, et de mieux le faire connaître, en France comme à l’étranger. Elle affirme sa réprobation de l’alcoolisme qui porte atteinte à la réputation du vin dont Pasteur a dit « Qu’il est la plus saine et la plus hygiénique des boissons ».

## Siège social
Le siège social est à Saint-Lambert-du-Lattay (Maine-et-Loire), plus particulièrement au musée de la vigne et du vin. Ce site, labellisé Musée de France, présente une collection de plus de 2 000 outils et objets retraçant l’histoire de la vigne et du vin d’Anjou-Saumur. Il est installé à Saint-Lambert du Lattay dans les anciens celliers de la Coudraye.

## Les voyages
La confrérie a une dimension internationale. Parmi plus de 2 000 intronisés, on trouve, outre de très nombreux Français, des Anglais, des Allemands, des Espagnols, des Belges, des Russes, des Japonais, des Norvégiens, des Sud-Africains… La confrérie s’est d’ailleurs rendue elle-même en Angleterre, au Maroc, au Canada et en Belgique où elle a, en 2003, intronisé le Bourgmestre de Bruxelles et… le Manneken Pis, qui a désormais dans sa garde-robe renommée une tenue des Fins Gousiers d’Anjou.